# Enana de Draco
La Galaxia Enana de Draco es una galaxia satélite de la Vía Láctea que forma parte del Grupo Local. Se encuentra en la constelación de Draco, el dragón, a 260.000 años luz de la Tierra. Con un diámetro de aproximadamente 2000 años luz, es una de las galaxias más tenues conocidas.
Descubierta en 1954 por Albert G. Wilson, es la séptima galaxia más próxima a la nuestra. Contiene una población vieja de estrellas y no tiene cantidades significativas de materia interestelar. Estudios recientes indican que su núcleo puede ser un lugar excepcionalmente idóneo para la identificación de materia oscura.